# Tatinghem
Tatinghem (flämisch: Tatingem) ist eine Commune déléguée in der französischen Gemeinde Saint-Martin-lez-Tatinghem mit 1837 Einwohnern (Stand: 1. Januar 2018) im Département Pas-de-Calais und der Region Nord-Pas-de-Calais.
Tatinghem wurde mit Wirkung vom 1. Januar 2016 mit der früheren Gemeinde Saint-Martin-au-Laërt zur Commune nouvelle Saint-Martin-lez-Tatinghem fusioniert. Sie gehörte zum Arrondissement Saint-Omer und zum Kanton Saint-Omer (bis 2015: Kanton Saint-Omer-Sud).

## Geographie
Tatinghem liegt im Ballungsraum um Saint-Omer. Umgeben wird Tatinghem von den Nachbarorten Salperwick im Norden, Saint-Martin-au-Laërt (ndl.: "Sint Maartens Aard") im Osten, Longuenesse (ndl.: "Langenesse") im Südosten, Wisques im Süden, Leulinghem im Südwesten sowie Zudausques im Nordwesten.

## Bevölkerungsentwicklung
| 1962                       | 1968 | 1975 | 1982 | 1990 | 1999 | 2006 | 2012 | 2018 |
| -------------------------- | ---- | ---- | ---- | ---- | ---- | ---- | ---- | ---- |
| 693                        | 962  | 925  | 1462 | 1589 | 1722 | 1796 | 1791 | 1837 |
| Quellen: Cassini und INSEE |      |      |      |      |      |      |      |      |

## Sehenswürdigkeiten
- Kirche Saint-Jacques aus dem 17. Jahrhundert

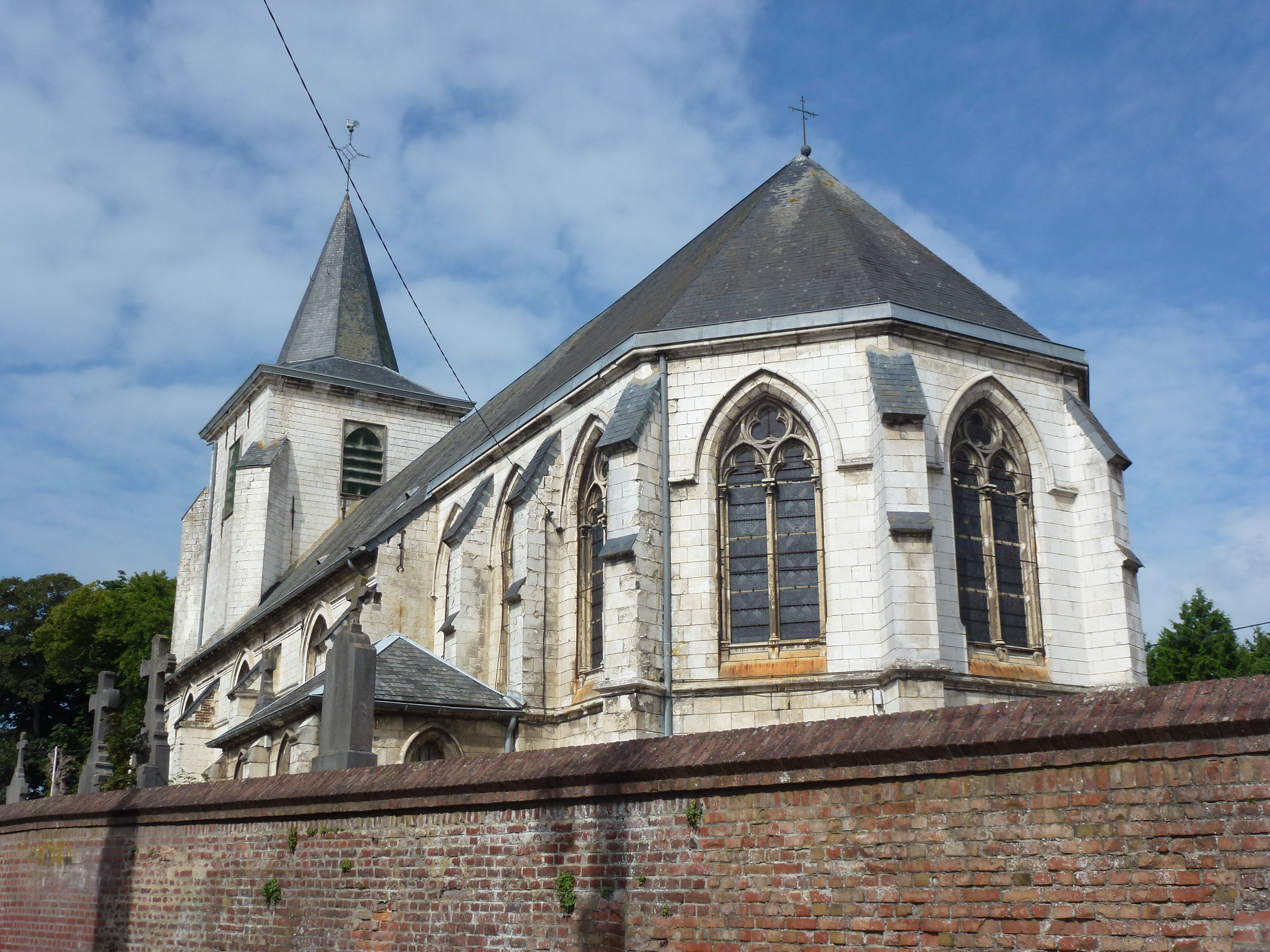
Kirche Saint-Jacques

- Kapelle Sacré-Cœur
- Schloss aus dem 18. Jahrhundert